# Pagoda Huzhu
La Pagoda Huzhu (in cinese 護珠塔T, 护珠塔S, HùzhūtǎP) è una pagoda situata sulla collina Tianmashan nel Distretto di Songjiang. È nota soprattutto per la sua pendenza, superiore a quella della Torre di Pisa.

## Storia
La torre fu ultimata nel 1079 su un colle a circa 25 km da Shanghai, ai tempi della prima dinastia Song.
All'inizio faceva parte di un più ampio complesso dedicato alla religione buddhista, ma un grave incendio risparmiò solo la torre stessa.
Nel 1983 il santuario fu nominato dal Consiglio municipale di Shanghai come bene culturale, diventando nel corso degli anni molto visitata, anche per via della relativa vicinanza a una grande metropoli.

## Descrizione
La pagoda è una torre ottagonale con sette piani e un'altezza di circa 20 metri. 
Nel 1982 la torre pendeva a sud-est di 6.5°, ma ora ha raggiunto un'inclinazione di oltre 7°. Si ritiene che la pendenza stessa sia causata dall'aver collocato la torre a cavallo tra due strati superficiali differenti della piccola collina.